# Christian Carl David Beyer
Christian Carl David Beyer (* 1785; † 1856) war ein Orgelbauer, der in Mitteldeutschland wirkte.

## Leben und Schaffen
Christian Carl David Beyer war Sohn eines Gipsbrenners und Uhrmachers. Die Kunst des Orgelbaus lehrte ihn Johann Gottlob Häcker (1766–1817) aus Pegau (Vater von Orgelbauer Carl Gottlob Häcker (1791–1860)). In Großzschocher entstand seine eigene Werkstatt. Nach dem Wiederaufbau einer geplünderten Orgel in Quesitz 1820 schuf Beyer 1824 in Trages seine erste eigenständige Orgel.
Beyer gelang seine solide Qualität mit Standardisierung. Mit seinem Lehrmeister und dessen Sohn fand er eine Bauform, die typisch wurde für Orgeln in kleinen Kirchen im Leipziger Land. Die meist einmanualigen Orgeln waren gekennzeichnet mit einer Basis an Grundstimmen in Acht- und Vierfußlage in verschiedenen Klangfarben.
Die musikalischen Möglichkeiten wuchsen mit den beiden nur im Diskant gebauten Registern Prinzipal 8′ und Cornett. Die Pfeifen des Prinzipal 8′ stehen dabei vollständig in den Zwischenfeldern des Prospekts und sind besonders präsent.

## Werkliste (Auswahl)
Beyer schuf nachweislich 21 Orgeln, von denen 13 erhalten sind, so etwa:
| Jahr      | Ort            | Gebäude         | Bild | Manuale | Register | Bemerkungen      |
| --------- | -------------- | --------------- | ---- | ------- | -------- | ---------------- |
| 1824      | Trages         | Andreaskirche   |      | I/P     | 15       | erhalten         |
| 1831      | Flößberg       | Dorfkirche      |      |         |          | 738 Pfeifen      |
| 1833      | Trebsen        | Stadtkirche     |      |         |          | erhalten         |
| 1838      | Burkartshain   | Kirche          |      | I/P     | 13       | erhalten         |
| 1840      | Meltewitz      | Dorfkirche      |      | I/P     | 9        | erhalten         |
| 1840      | Altensalzwedel | Dorfkirche      |      | I/P     | 14       | erhalten → Orgel |
| 1844      | Zweenfurth     | Kirche          |      | I/P     | 13       | erhalten → Orgel |
| 1847      | Albrechtshain  | St. Petri       |      | I/P     | 10       | erhalten → Orgel |
| 1845–1846 | Leipzig        | Hoffnungskirche |      | II/P    | 22       | 1944 zerstört    |
| 1853      | Rehbach        | Dorfkirche      |      | II/P    | 16       | erhalten → Orgel |